# Capro espiatorio

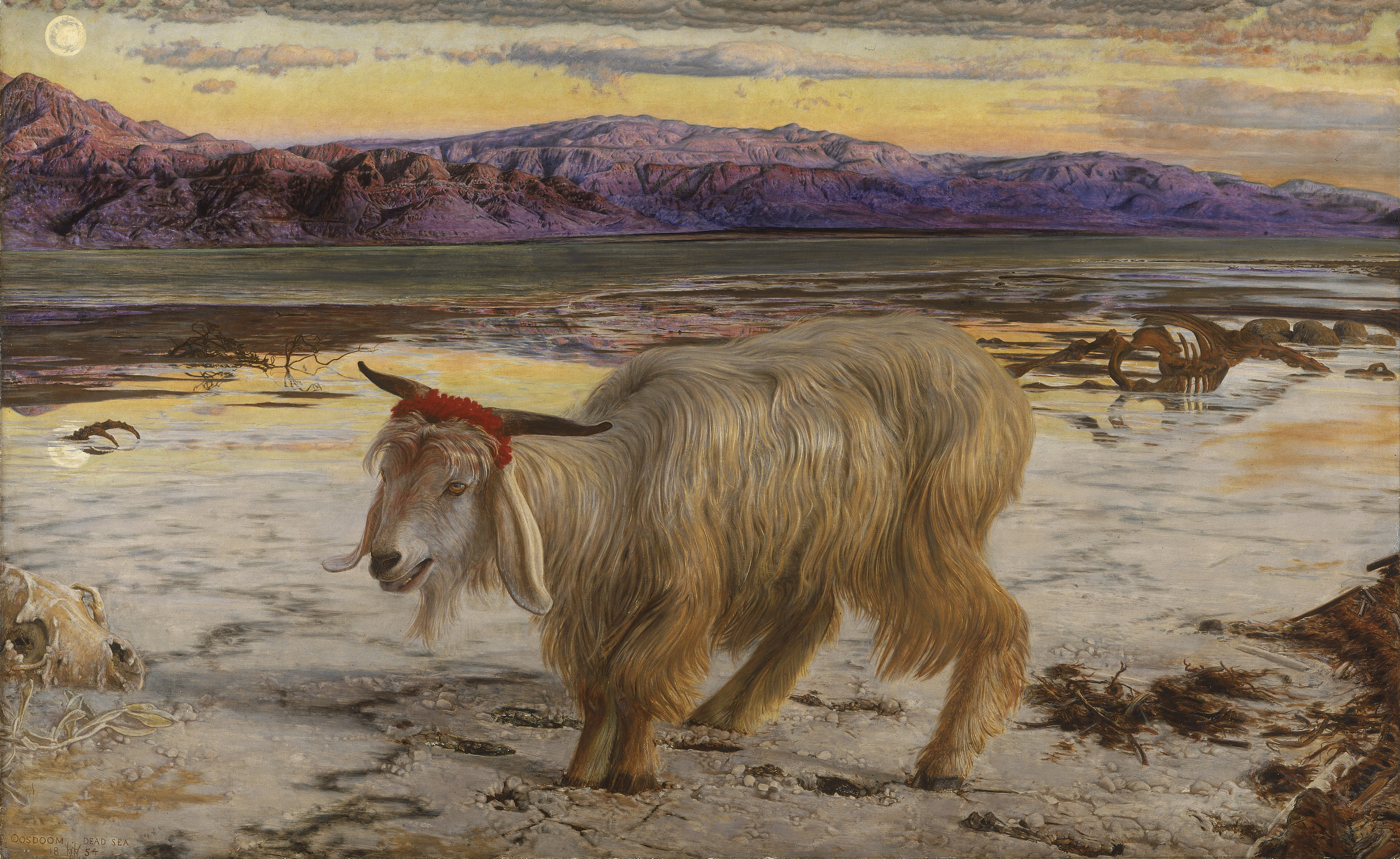
Il capro espiatorio, dipinto di William Holman Hunt (1854), City Art Gallery, Manchester, Regno Unito

Il capro espiatorio era un capro utilizzato anticamente durante i riti con cui gli ebrei chiedevano il perdono dei propri peccati nel Tempio di Gerusalemme.
Il nome deriva dal rito ebraico compiuto nel giorno dell'espiazione (kippūr), quando il sommo sacerdote caricava tutti i peccati del popolo su un capro e poi lo mandava nel deserto.
Il rito è descritto dalla Bibbia nel Levitico (cap. 16), nella Mishnah (Yoma cap. 6) e nel Talmud (Yoma, fogli 66-67).
In senso figurato un capro espiatorio è chiunque o qualunque cosa (individuo, gruppo, organizzazione, etc.) eletto a responsabile di colpe collettive delle quali è totalmente o parzialmente innocente.
Nella storia il fenomeno del capro espiatorio ha avuto motivazioni culturali, sociali e religiose, consapevoli o meno.

## Nella Torah

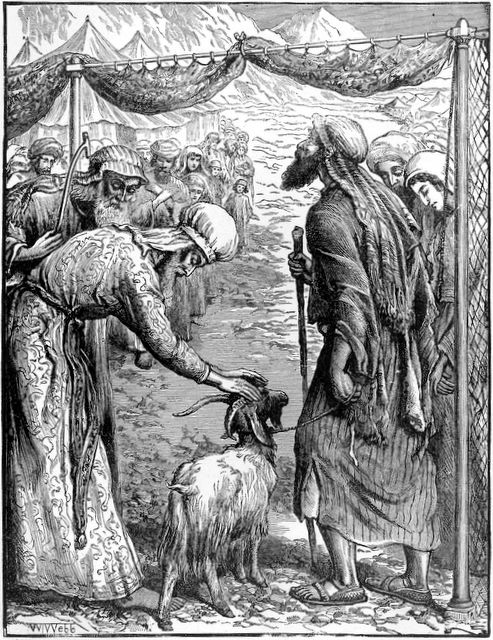
Invio del Capro espiatorio, di William James Webb (prima del 1904)

Nel giorno di Yom Kippur, cioè il "giorno dell'espiazione", la comunità degli israeliti offriva due capri, uguali fra loro, da sacrificare nel Tempio di Gerusalemme in espiazione dei propri peccati.
Il sommo sacerdote compiva un'estrazione a sorte tra i due capri. Il primo era immolato nei pressi dell'altare dei sacrifici, posto all'ingresso dell'edificio del Tempio (il "Santo"). Il suo sangue era utilizzato per purificare il tempio e l'altare profanati dai peccati degli Israeliti (Lev. 16, 5-10).
Il sommo sacerdote, poi, poneva le sue mani sulla testa del secondo capro e confessava i peccati del popolo di Israele. Il capro veniva quindi condotto in un'area desertica a circa 12 chilometri da Gerusalemme, dove secondo la tradizione rabbinica veniva precipitato da una rupe (Lev. 16, 20-22). Si osservi che la bestia non viene offerta né a Yahweh né ad Azazel, proprio perché i peccati la rendono impura e perciò inadatta ad essere vittima sacrificale.
Il primo capro è detto "espiatorio" e il secondo "emissario". Nel linguaggio comune, però anche il capro emissario è chiamato capro espiatorio, perché anch'esso contribuisce in qualche modo al rito di espiazione, portando via con sé nel deserto i peccati.
Secondo molti esegeti il significato teologico del rito è poco chiaro; esso probabilmente costituisce una esorcizzazione e inculturazione di riti campestri arcaici preesistenti l'ebraismo.

## Nell'arte greca
La grandezza dell'arte greca prima degli agoni e delle altre gare olimpiche, delfiche o pitiche «consiste in gran parte nelle espressioni teatrali e in particolare nella tragedia, derivata dal ditirambo popolare cantato e danzato in circolo dai tragoi intorno all'ara di Dioniso, sulla quale si immolava, prima del rito, un tragos o capro espiatorio, da cui la tragedia ebbe il nome».

## L'interpretazione cristiana di Barnaba
Nel settimo capitolo della Lettera di Barnaba, un autorevole scritto subapostolico successivo all'anno 70 e precedente il 132, il rito del capro espiatorio nel Levitico viene interpretato come una prefigurazione simbolica dell'auto-sacrificio di Gesù. Entrambi muoiono fuori della città di Gerusalemme per colpe accollate loro ingiustamente dal sommo sacerdote (cfr Lv 16,21 con Gv 11,49-50).
La somiglianza, però, non si estende dal livello simbolico a quello teologico, infatti "il Nuovo Testamento non usa mai il rito del capro espiatorio per spiegare la passione di Cristo".

## Senso figurato del termine
In senso figurato, un "capro espiatorio" è qualcuno a cui è attribuita tutta la responsabilità di malefatte, errori o eventi negativi e deve subirne le conseguenze. La ricerca del capro espiatorio è l'atto di voler identificare irragionevolmente in una persona, cosa o animale, o in un gruppo di persone, cose o animali, la causa responsabile di gravi problemi, spesso con il celato obiettivo di nascondere le vere cause o i veri colpevoli.

### La ricerca del capro espiatorio
Il processo può instaurarsi tra due persone (ad esempio un impiegato e il suo subalterno), tra i membri di una stessa famiglia (per esempio un bambino preso come capro espiatorio), tra i membri di un'organizzazione (i responsabili di un'impresa) o all'interno di ogni altro gruppo costituito. Oltre a tale aspetto intragruppo, il fenomeno può ugualmente essere extragruppo e osservarsi tra gruppi differenti.
Vi sono diversi criteri che guidano la selezione di una persona o di un gruppo particolare come capro espiatorio, quali la differenza percepita della vittima, l'antipatia che essa suscita o il grado di potere sociale che possiede. Secondo i casi e le motivazioni degli aggressori, le conseguenze per la vittima e le reazioni potenziali dei protagonisti possono variare. Inoltre, le possibilità di intervento contro il fenomeno sono molteplici, potendo aver luogo talvolta a livello individuale, di gruppo o procedurale.

### I gruppi sociali utilizzati come capro espiatorio
La ricerca del capro espiatorio è particolarmente devastante in politica perché solitamente la colpa è attribuita a un gruppo di minoranza, che trova difficile difendersi dalle accuse. Una tattica spesso impiegata è quella di caratterizzare un intero gruppo di individui per la condotta non etica o immorale di un piccolo numero di appartenenti a tale gruppo. Tra i soggetti usati come capri espiatori nel corso della storia troviamo ad esempio le persone di colore, i migranti e così via.
La ricerca del capro espiatorio è un importante strumento della propaganda: ad esempio, gli Ebrei vennero individuati dalla propaganda nazista come fonte del collasso politico e dei problemi economici della Germania.
È però importante ricordare che il capro espiatorio di biblica memoria era una vittima innocente. Nell'uso comune capita che molti colpevoli, una volta raggiunti dalla giustizia, o comunque dopo che sia stata acclarata la loro colpa, applichino a se stessi tale termine, con ciò significando di pagare da soli, al posto di tanti altri rei. Ma l'uso del termine da parte loro è e rimane assolutamente improprio.

### Conseguenze del processo del capro espiatorio. Impatti psicologici
I capri espiatori subiscono tensioni psichiche.      Nelle famiglie, il fatto che il processo sia funzionale al fine di permettere una certa stabilità familiare, significa che il fenomeno può persistere a lungo ai danni del capro espiatorio (in genere, un minore). In effetti, Belle Vogel mettono in evidenza che i bambini scelti come capri espiatori sono vittime di tensioni psichiche molto forti. Secondo gli autori, gli «aggressori» si rendono istintivamente conto che il fatto di diventare capro espiatorio handicapperà la vittima e che è dunque necessario scegliere un individuo il cui contributo alla famiglia è debole e/o di cui sarà possibile per un altro membro della famiglia prenderne in carico le esigenze. Poi, il fenomeno è spesso a doppio taglio e gli «aggressori» provano generalmente molta colpevolezza, soprattutto in ragione della loro attitudine ambivalente riguardo alla vittima: provano rimorso e, al tempo stesso, collera verso il suo comportamento che ne viene rafforzata dai suoi incoraggiamenti impliciti.
Inoltre, quando il capro espiatorio è liberamente scelto per deviare la responsabilità di certi membri di un gruppo o per conservare l'immagine dell'organizzazione, la vittima fa fronte a delle conseguenze più o meno importanti (es. perdita del lavoro, caduta in disgrazia). In certi casi, in seguito a delle persecuzioni ripetute, certi capri espiatori giungono a pensare che sia inevitabile per loro assumere tale ruolo, che farà parte integrante della loro esistenza. Si aspettano di essere presi di mira come capri espiatori, o che essi si espongano a dei processi quali la profezia autorealizzatrice.

### Il capro espiatorio nell'antropologia

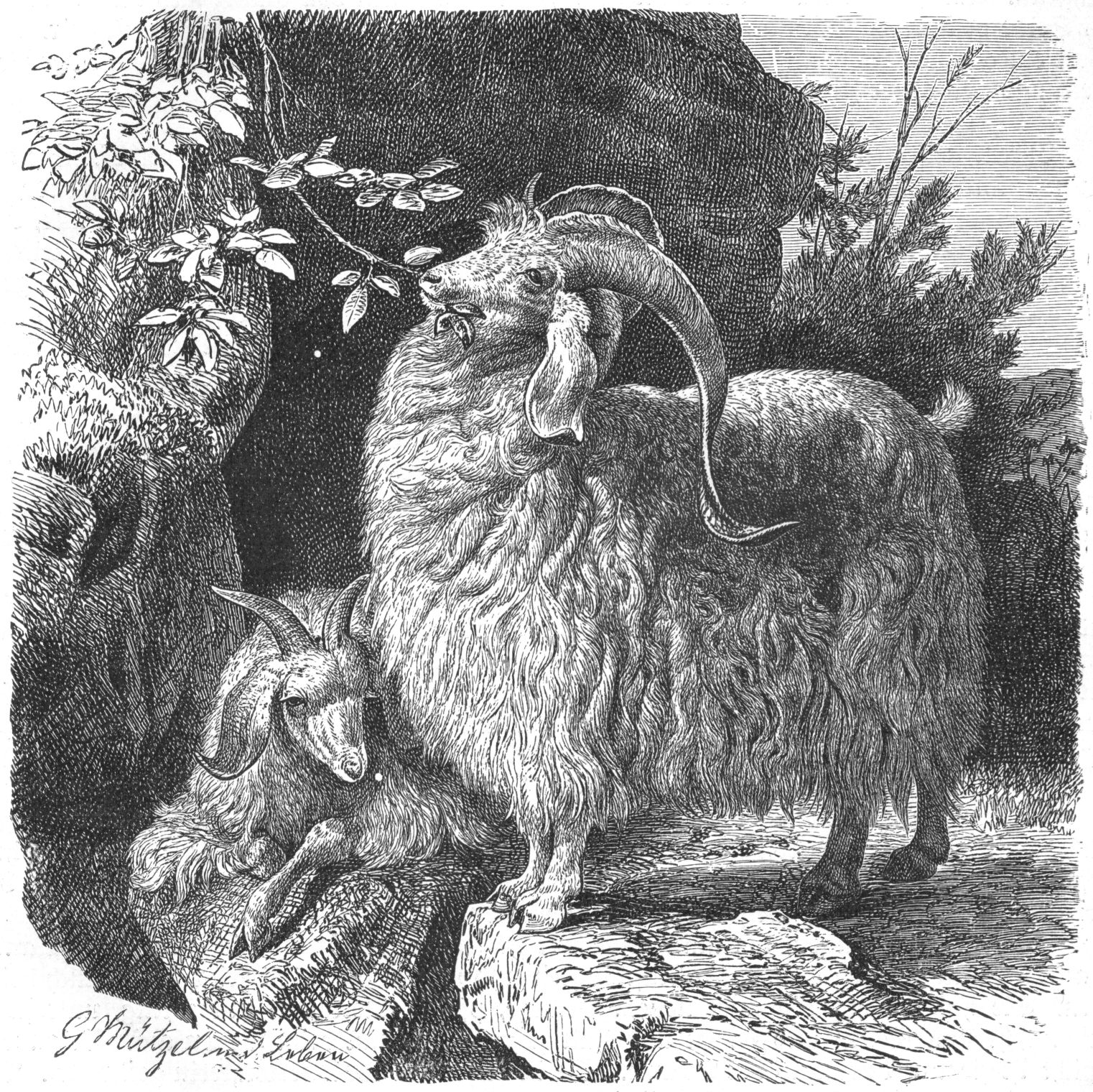
Disegno di una capra d'Angora

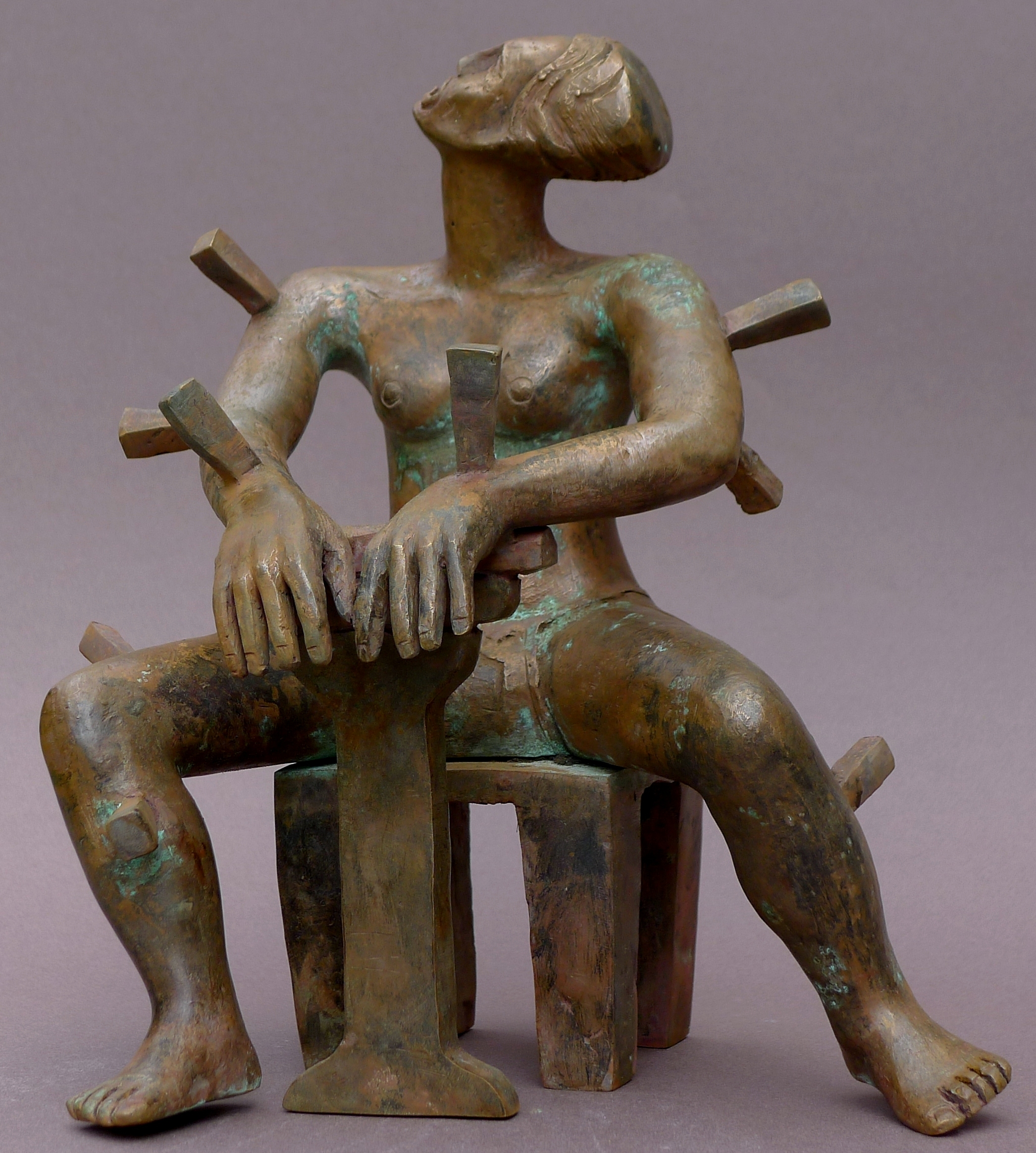
Capro espiatorio, 2012, scultura in bronzo

Presso gli antropologi contemporanei, il concetto di capro espiatorio designa l'insieme dei riti di espiazione utilizzati da una comunità. Il primo ad aver utilizzato tale
concetto è stato James George Frazer ne Il Capro espiatorio, studio comparato di storia delle religioni (1913).
Nelle sue opere, l'antropologo francese René Girard ha sviluppato una teoria completa sul meccanismo di capro espiatorio, con implicazioni psicologiche, antropologiche, sociologiche, filosofiche e religiose.
L'opera Le Bouc émissaire, di René Girard (1982) mostra all'opera il fenomeno che egli chiama il «triangolo mimetico»: formato da tre poli che sono gli individui A e B, il capro e il «bene/oggetto». Il triangolo mimetico descrive tale gioco simbolico e la relazione reale tra A e B, nella quale B:
- dispone di un bene
- sembra disporre di un bene
- potrebbe disporre di un bene

di cui A pensa:
- di esserne sprovvisto
- che la sua disponibilità di tale bene sia minacciata dal solo fatto che B ne disponga o ne possa disporne

Il "bene" è chiamato da Renè Girard "oggetto", e non è necessariamente materiale.
Tale triangolo mimetico sembra essere motivato dalla necessità dei due di avere la disponibilità di potere essere. Non potendo essere l'altro direttamente, A pensa che ciò che caratterizza B e che giustifica ancora la differenza tra lui A e il suo modello B, sia un avere (l'oggetto o il bene). Il problema risiede nell'imitazione reciproca al desiderio dell'oggetto. Più A desidera l'oggetto più B, se rientra nel circolo vizioso del desiderio mimetico, farà lo stesso; e più ciò accade, più A e B tendono a rassomigliarsi in rapporto ai loro desideri.

### Il capro espiatorio nella letteratura
Benjamin Malaussène, protagonista di un ciclo di romanzi di Daniel Pennac, svolge il ruolo di capro espiatorio come professione. In alcune interviste, Daniel Pennac ha dichiarato di aver creato il personaggio di Malaussène-capro espiatorio dopo aver letto l'opera Il capro espiatorio di René Girard.
In Il mito della droga di Thomas Szasz, il capitolo sul drogato e lo spacciatore come capri espiatori ha per titolo: Pharmakos: il capro espiatorio.